# Grup d'Elx
El Grup d'Elx és un col·lectiu d'artistes fundat el febrer de 1965 a Elx (Baix Vinalopó), i va representar un dels grups més importants per a la configuració i definició de l'avantguarda valenciana de postguerra. Els integrants del Grup d'Elx aleshores foren els pintors: Joan Castejón, Albert Agulló, Antoni Coll i Sixto Marco. També hi havia alguns crítics d'art, com Vicente Aguilera Cerní i Enric Contreras.

## Història

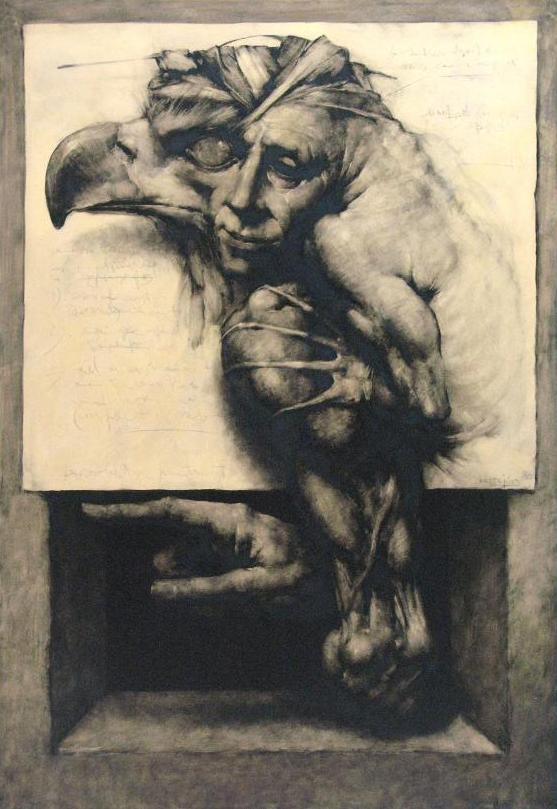
'Mutant d'aguila irreal', cera sobre paper, de Joan Castejon.

Els artistes del Grup d'Elx van començar la seva formació en un ambient artístic en què la modernitat s'obria pas d'una forma precària. En realitat, es podria dir que l'art dels membres del grup, així com el de molts altres artistes d'avantguarda d'aleshores, no es corresponia amb les condicions reals i històriques del país. Llur activitat fou una tasca que va construir un pont, un pas, entre una modernitat i vertebrada i una avantguarda radical. L'avantguarda que tenia el seu centre i capital a París i l'expressionisme abstracte nord-americà foren els punts de referència i contacte amb un nou llenguatge que immediatament assimilaren i feren propi. En aquest sentit, els artistes del Grup d'Elx realitzaren un art en què hi ha diversos components que formen part d'un denominador comú: la primacia d'una expressivitat agressiva i intensa; la reducció intencionada del color a uns límits mínims i, finalment, el convenciment en una poètica artística del compromís.
Un dels aspectes que defineixen la dimensió plàstica del Grup d'Elx fou precisament la seva preocupació i actitud crítica davant la realitat i el seu compromís amb una situació històrica. L'avantguarda significava rebel·lia, ruptura. El compromís amb la realitat del moment suposava una mateixa actitud de lluita i negació de l'statu quo per part dels membres del Grup d'Elx.
Ells impulsaren el projecte de crear un museu d'art contemporani a Elx que va veure la llum l'any 1980 amb la creació del Museu d'Art Contemporani d'Elx.